# Post Danmark Rundt 2011
Post Danmark Rundt 2011 var den 21. udgave af det danske cykeletapeløb Post Danmark Rundt, og blev kørt i perioden onsdag den 3. august – 7. august. Simon Gerrans fra Australien vandt løbet samlet.

## Deltagere

### Holdene
Den 15. marts 2011 blev det offentliggjort at der skulle deltage 6 hold fra UCI ProTouren, og 6 professionelle UCI Professional Continental Teams, ligesom de danske continental teams Team Concordia Forsikring-Himmerland og Glud & Marstrand-LRØ Rådgivning blev udtaget sammen med det danske landshold (Team Post Danmark). Den sidste plads skulle gå til enten Team Energi Fyn eller Christina Watches-Onfone, der ville blive udtaget på baggrund af resultater i forårets løb. 30. maj udtog Danmarks Cykle Union det danske hold Christina Watches-Onfone som sidste hold til Post Danmark Rundt 2011. Alle hold stiller med 8 ryttere fra start.
Den komplette liste af deltagende hold
| - Christina Watches-Onfone - Cofidis, Le Crédit en Ligne - Colnago-CSF Inox - Concordia Forsikring-Himmerland - Europcar - Garmin-Cervelo - Geox-TMC - Glud & Marstrand-LRØ Rådgivning | - Leopard Trek - Rabobank - Saxo Bank-SunGard - Team Post Danmark - Team Sky - Topsport Vlaanderen-Mercator - Type 1-Sanofi Aventis - Vacansoleil-DCM |

### Ryttere
| Nationer                                                 | Antal ryttere |
| -------------------------------------------------------- | ------------- |
| Danmark                                                  | 42            |
| Italien                                                  | 21            |
| Frankrig                                                 | 14            |
| Holland                                                  | 10            |
| Belgien                                                  | 9             |
| Australien                                               | 6             |
| Storbritannien                                           | 5             |
| Slovenien                                                | 3             |
| Norge, Rusland, Tyskland, Østrig                         | 2             |
| Canada, Estland, Litauen, Schweiz, Spanien, Sverige, USA | 1             |
| Totalt                                                   | 125           |

## Oversigt
| Etape    | Dato      | Strækning                   | Distance | Etapevinder          | Dagens Fighter          |
| -------- | --------- | --------------------------- | -------- | -------------------- | ----------------------- |
| 1. etape | 3. august | Esbjerg – Esbjerg           | 171,1 km | Sacha Modolo (COG)   | René Jørgensen (TST)    |
| 2. etape | 4. august | Grindsted – Aarhus          | 189,1 km | Rémi Cusin (COF)     | Lasse Bøchman (GLU)     |
| 3. etape | 5. august | Aarhus – Vejle              | 181,3 km | Jakob Fuglsang (LEO) | Rasmus Guldhammer (VPC) |
| 4. etape | 6. august | Sorø – Frederiksværk        | 112,2 km | Sacha Modolo (COG)   | Martin Mortensen (LEO)  |
| 5. etape | 6. august | Helsingør – Helsingør (ITT) | 13,2 km  | Richie Porte (SBS)   | Ikke uddelt             |
| 6. etape | 7. august | Hillerød – Frederiksberg    | 159 km   | Theo Bos (RAB)       | Pim Ligthart (VCD)      |
| Totalt   | Totalt    | Totalt                      | 825,9 km |                      |                         |

## Klassementerne og trøjernes fordeling gennem løbet
Dette er en oversigt over stillingen i de forskellige klassementer gennem løbet. Point- (spurter), bakke- og figtherkonkurrencen blev alle tildelt den rytter, der havde flest point i den pågældende konkurrence. De sidste tre (gul, ungdom og hold) blev tildelt efter rytternes tider.
| Etape  | Gule førertrøje | Pointtrøje      | Bakketrøje         | Ungdomstrøje      | Holdkonkurrence   | Fighterkonkurrence |
| 1      | Sacha Modolo    | Sacha Modolo    | Alessandro Bazzana | Zico Waeytens     | Colnago-CSF Inox  | René Jørgensen     |
| 2      | Matti Breschel  | Sacha Modolo    | Michael Reihs      | Bert-Jan Lindeman | Rabobank          | René Jørgensen     |
| 3      | Simon Gerrans   | Matti Breschel  | Martin Pedersen    | Bert-Jan Lindeman | Team Leopard-Trek | Lasse Bøchman      |
| 4      | Simon Gerrans   | Sacha Modolo    | Martin Pedersen    | Bert-Jan Lindeman | Europcar          | Martin Mortensen   |
| 5      | Simon Gerrans   | Daniele Bennati | Martin Pedersen    | Jérôme Cousin     | Team Sky          | Martin Mortensen   |
| 6      | Simon Gerrans   | Sacha Modolo    | Michael Reihs      | Jérôme Cousin     | Team Sky          | Martin Mortensen   |
| Samlet | Simon Gerrans   | Sacha Modolo    | Michael Reihs      | Jérôme Cousin     | Team Sky          | Martin Mortensen   |

## Resultater

### Sammenlagt
|    | Rytter           | Hold                         | Tid      |
| -- | ---------------- | ---------------------------- | -------- |
| 1  | Simon Gerrans    | Team Sky                     | 19:12.01 |
| 2  | Daniele Bennati  | Team Leopard-Trek            | + 0.09   |
| 3  | Michael Mørkøv   | Saxo Bank-SunGard            | + 0.29   |
| 4  | Damien Gaudin    | Europcar                     | + 0.33   |
| 5  | Alex Dowsett     | Team Sky                     | + 0.41   |
| 6  | Dario Cioni      | Team Sky                     | + 0.49   |
| 7  | Jérôme Cousin    | Europcar                     | + 0.57   |
| 8  | Daniele Colli    | Geox-TMC                     | + 0.58   |
| 9  | Zico Waeytens    | Topsport Vlaanderen-Mercator | + 1.13   |
| 10 | Sébastien Turgot | Europcar                     | + 1.14   |

### Pointkonkurrencen
|   | Rytter          | Hold              | Point |
| - | --------------- | ----------------- | ----- |
| 1 | Sacha Modolo    | Colnago-CSF Inox  | 51    |
| 2 | Daniele Bennati | Team Leopard-Trek | 48    |
| 3 | Daniele Colli   | Geox-TMC          | 30    |

### Bakkekonkurrencen
|   | Rytter             | Hold                          | Point |
| - | ------------------ | ----------------------------- | ----- |
| 1 | Michael Reihs      | Team Christina Watches-Onfone | 58    |
| 2 | Alessandro Bazzana | Team Type 1-Sanofi Aventis    | 44    |
| 3 | Martin Pedersen    | Team Leopard-Trek             | 40    |

### Ungdomskonkurrencen
|   | Rytter            | Hold                         | Tid      |
| - | ----------------- | ---------------------------- | -------- |
| 1 | Jérôme Cousin     | Europcar                     | 19:12.58 |
| 2 | Zico Waeytens     | Topsport Vlaanderen-Mercator | + 0.16   |
| 3 | Bert-Jan Lindeman | Vacansoleil-DCM              | + 0.46   |

### Fighterkonkurrencen
|   | Rytter           | Hold                            | Point |
| - | ---------------- | ------------------------------- | ----- |
| 1 | Martin Mortensen | Team Leopard-Trek               | 12    |
| 2 | Pim Ligthart     | Vacansoleil-DCM                 | 10    |
| 3 | Lasse Bøchman    | Glud & Marstrand-LRØ Rådgivning | 10    |

### Holdkonkurrencen
|   | Hold              | Nation         | Tid      |
| - | ----------------- | -------------- | -------- |
| 1 | Team Sky          | Storbritannien | 57:37.43 |
| 2 | Saxo Bank-SunGard | Danmark        | + 0.10   |
| 3 | Team Leopard-Trek | Luxembourg     | + 0.38   |